# JUMP AROUND ∞
「JUMP AROUND ∞」（ジャンプ アラウンド インフィニティ）はDOBERMAN INFINITYの2枚目のシングル。2015年10月7日にトイズファクトリーから発売された。今作の表題曲はハウス・オブ・ペインの楽曲「JUMP AROUND」のカバー。

## 収録曲

### CD
1. JUMP AROUND ∞
  - 作詞・作曲：Larry E. Muggerud・Erik Schrody・David Appell・Kal Mann・Earl Lee Nelson・Rober Nelson Relf / 日本語詞：KUBO-C・GS・P-CHO・SWAY・KAZUKI
2. 二人だけの地図
  - 作詞：KUBO-C・GS・P-CHO・SWAY・KAZUKI / 作曲：TRAKSTA・KUBO-C・GS・P-CHO・SWAY・KAZUKI
3. Striking Back
  - 作詞：KUBO-C・GS・P-CHO・SWAY・KAZUKI・Amon Hayashi / 作曲：Amon Hayashi・NAOtheLAIZA・KUBO-C・GS・P-CHO・SWAY
4. アドレナリン
  - 作詞：KUBO-C・GS・P-CHO・SWAY・Amon Hayashi / 作曲：SUI・Amon Hayashi・KUBO-C・GS・P-CHO・SWAY

### DVD
1. 「JUMP AROUND ∞」Music Video